# Nazionale femminile di calcio della Repubblica Democratica del Congo
La nazionale di calcio femminile della Repubblica Democratica del Congo è la rappresentativa calcistica femminile internazionale della Repubblica Democratica del Congo, gestita dalla locale federazione calcistica (FECOFA).
In base alla classifica emessa dalla FIFA il 15 marzo 2024, la nazionale femminile occupa il 106º posto del FIFA/Coca-Cola Women's World Ranking.
Come membro della Confédération Africaine de Football (CAF), partecipa a vari tornei di calcio internazionali, come al Campionato mondiale FIFA, alla Coppa delle nazioni africane femminile, ai Giochi olimpici estivi e ai tornei a invito. Oltre alla CAF, come le altre nazionali di calcio che rappresentano la Repubblica Democratica del Congo negli incontri internazionali, è membro della Central African Football Federations' Union (UNIFFAC), che raggruppa le federazioni dell'Africa centrale.
Il miglior risultato conseguito dalla nazionale femminile congolese è rappresentato dal terzo posto nell'edizione 1998 dell'allora campionato africano (poi rinominato Coppa delle nazioni africane).

## Storia
Nel 1998 la nazionale della Repubblica Democratica del Congo prese parte per la prima volta alla fase di qualificazione al campionato africano, superando il turno grazie al ritiro della sua avversaria, la Namibia. Sorteggiata nel gruppo A della fase finale assieme alle padrone di casa della Nigeria, al Marocco e all'Egitto, concluse al secondo posto e ottenne l'accesso alla fase a eliminazione diretta. Dopo aver perso la semifinale contro il Ghana dopo i tempi supplementari, batté nella finalina il Camerun dopo i tiri di rigore, concludendo il torneo al terzo posto. Nonostante il buon risultato nell'edizione 1998, la nazionale congolese saltò le tre edizioni successive, due delle quali dopo essere stata ritirata, e tornò a disputare la fase finale nel 2006. Inserita nel gruppo B con Ghana, Camerun e Mali, concluse al quarto e ultimo posto, dopo aver pareggiato la prima partita contro il Camerun e perso le altre due, venendo così eliminata dalla competizione.
Una terza partecipazione alla fase finale del campionato africano giunse nel 2012, quando la nazionale congolese si qualificò dopo che la sfida del secondo turno delle qualificazioni contro la Guinea Equatoriale venne annullata perché quest'ultima era stata nominata come nazione ospitante. La RD del Congo venne sorteggiata nel gruppo A con la Guinea Equatoriale, il Sudafrica e il Senegal; vinse solo la sfida contro le senegalesi e perse le altre due, concludendo al terzo posto in classifica e venendo eliminata. Grazie al successo prima sul Benin e poi sulla Guinea Equatoriale, la RD del Congo ha superato le qualificazioni alla Coppa delle nazioni africane 2024, tornando alla fase finale dopo dodici anni.

## Partecipazione ai tornei internazionali
Legenda: Grassetto: Risultato migliore, Corsivo: Mancate partecipazioni